# Province de Laâyoune
Dans le cadre de l'administration territoriale marocaine, la province de Laâyoune (en arabe : العيون) est une subdivision de la région de Laâyoune-Sakia El Hamra. Elle tire son nom de son chef-lieu, Laâyoune.
Son territoire, qui fait partie du Sahara occidental revendiqué à la fois par le Maroc et le Front Polisario, est administré de fait par le Maroc depuis le milieu des années 1970.

## Géographie

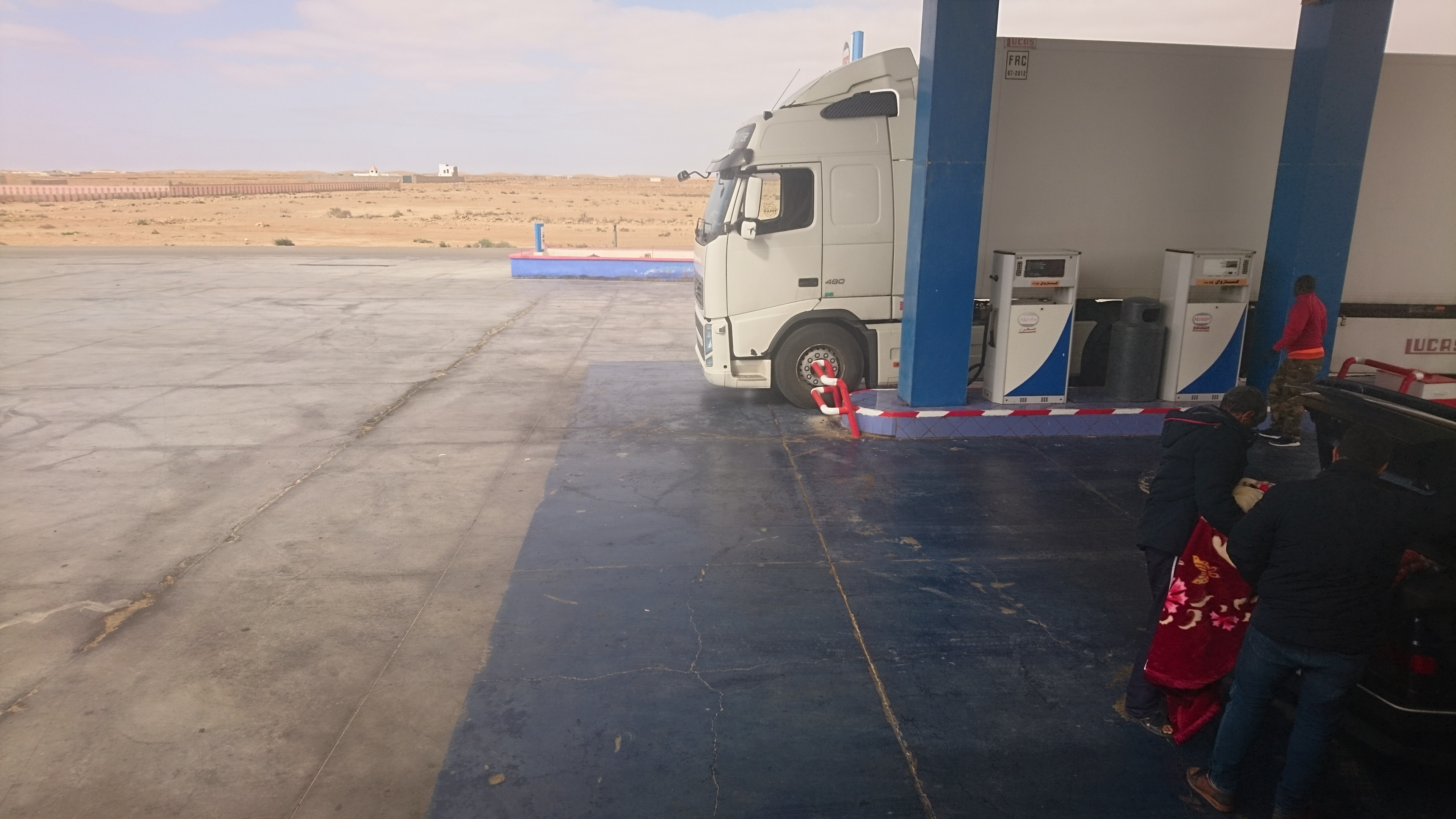
Station-service dans le désert.

La province compte une superficie de 33 000 km² .

## Histoire
Après la Marche verte de 1975, qui a permis le contrôle du Maroc sur une grande partie du Sahara occidental — ex-« Sahara espagnol » — jusqu'à Laâyoune, la province de Laâyoune a été créée par le dahir portant loi du 6 août 1976, tout comme les provinces d'Es Semara et de Boujdour, en intégrant le territoire d'une province dénommée « province de Tarfaya » (issue de la zone sud du protectorat espagnol au Maroc, rétrocédée en 1958).
En 2009, la province de Laâyoune a été démembrée pour permettre de nouveau la création d'une province de Tarfaya, absorbant cinq de ses communes : la commune urbaine de Tarfaya et les communes rurales de Daoura, d'El Hagounia, d'Akhfennir et de Tah.

## Démographie
La densité de la province est approximativement de 6,36 hab/km².
| 96 784                                                             | 153 978 | 210 023 |
| 1982, 1994 : recensement secondaire ; 2004 : recensement officiel. |         |         |

| Communes     | Population en 1994 | Population en 2004 |
| ------------ | ------------------ | ------------------ |
| Laâyoune     | 136 678            | 183 691            |
| El Marsa     | 4 334              | 10 229             |
| Boukraa      | 1 985              | 2 519              |
| Dchaira      | 1 540              | 1 745              |
| Foum El Oued | 918                | 1 419              |

## Crédit d'auteurs
- (de) Cet article est partiellement ou en totalité issu de l’article de Wikipédia en allemand intitulé « Laâyoune (Provinz) » (voir la liste des auteurs).